# Stiria
Stiria, écrit parfois Steiria (en grec ancien Στειριά) est un dème de l'Athènes antique, aujourd'hui en ruines à l'emplacement de la ville actuelle de Porto Rafti. Un général athénien, Thrasybule, est originaire de ce dème, dont les habitants appartenaient à la tribu des Pandionides.